# Театр імені Мухтара Ауезова (станція метро)
43°14′25″ пн. ш. 76°55′02″ сх. д. / 43.24028° пн. ш. 76.91722° сх. д.
Театр імені Мухтара Ауезова (каз. Мұхтар Әуезов атындағы театры) — проміжна станція першої лінії Алматинського метрополітену. Розташована між станціями «Байконур» і «Алатау».
Станція розташована під проспектом Абая на розі з вулицею Джандосова .
Відкрита 1 грудня 2011 у складі черги «Райимбек батир» - «Алатау».

## Технічна характеристика
Конструкція станції —  пілонна трисклепінна (глибина закладення — 30 м). Відстань між коліями 18.1 м. Складається з трьох залів — центрального і двох бічних, що утворюють загальну острівну платформу шириною 15.2 м і довжиною 104 м. Похилий хід чотиристрічковий, висотою підйому 27,0 м, довжиною 54,0 м.

## Вестибюлі
Обслуговує Казахський державний академічний театр драми імені М. О. Ауезова, цирк, розважальні парки, Палац одруження, навчальні заклади.
Входи в підземний вестибюль розташовані на північній і південній сторонах проспекту Абая в районі вулиці Джандосова. До вестибюля підходить пішохідний перехід, розташований поперек проспекту Абая.

## Оздоблення
Стіни і колони оздоблені плитками травертину зі вставленими об'ємними медальйонами, виконаними з гіперпласту і прикрашеними національним орнаментом і сценами з побуту номадів. Всього зображено 16 сцен — по 8 з кожного боку залу. Також стіни прикрашені карнизним профілем зі штучного каменю. Підлога викладена гранітом з простим, великим малюнком. У торці центрального залу розташовується мальовниче мозаїчне панно із зображенням сцени з вистави.